# St. Ulrich (Holzhausen am Ammersee)

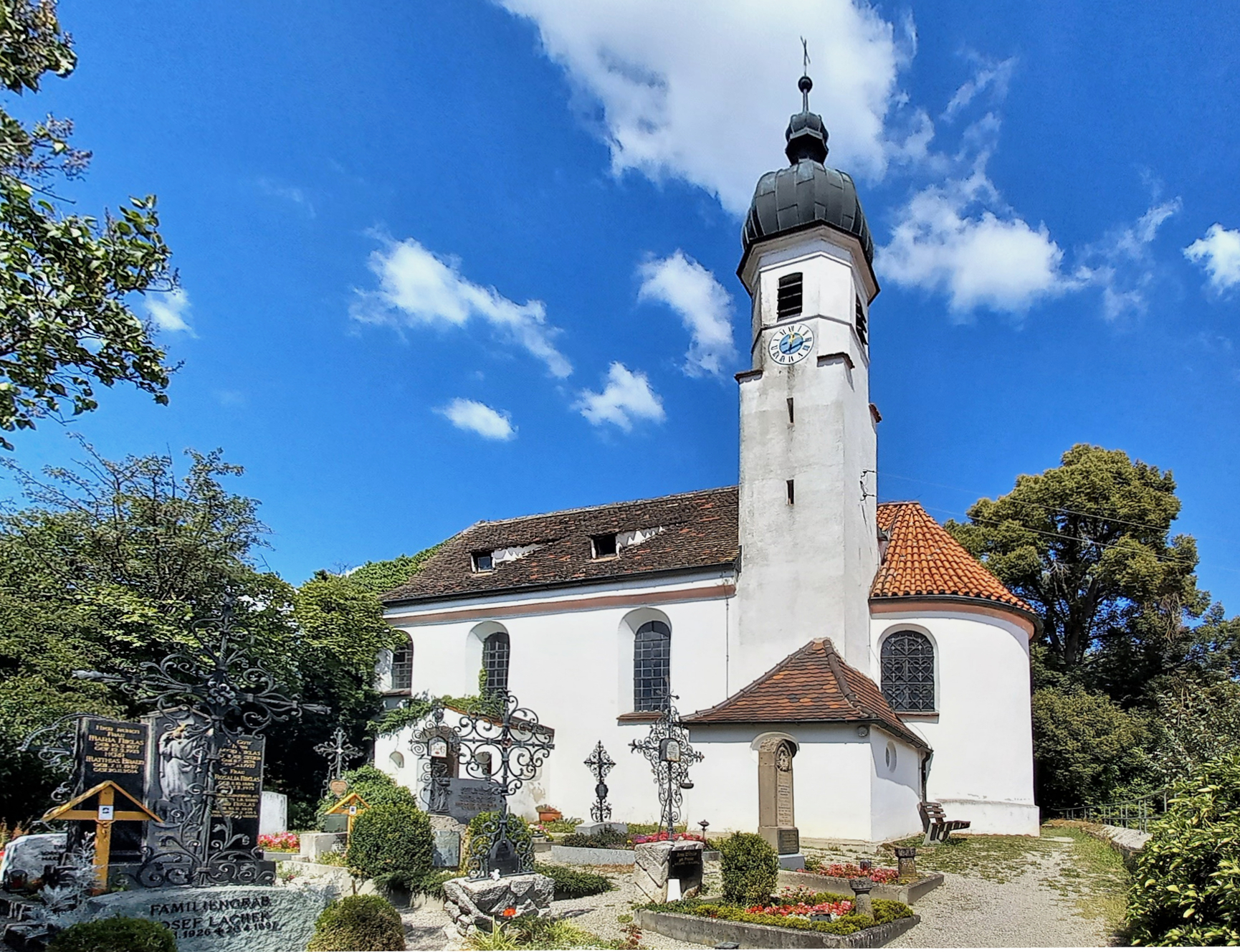
St. Ulrich in Holzhausen am Ammersee

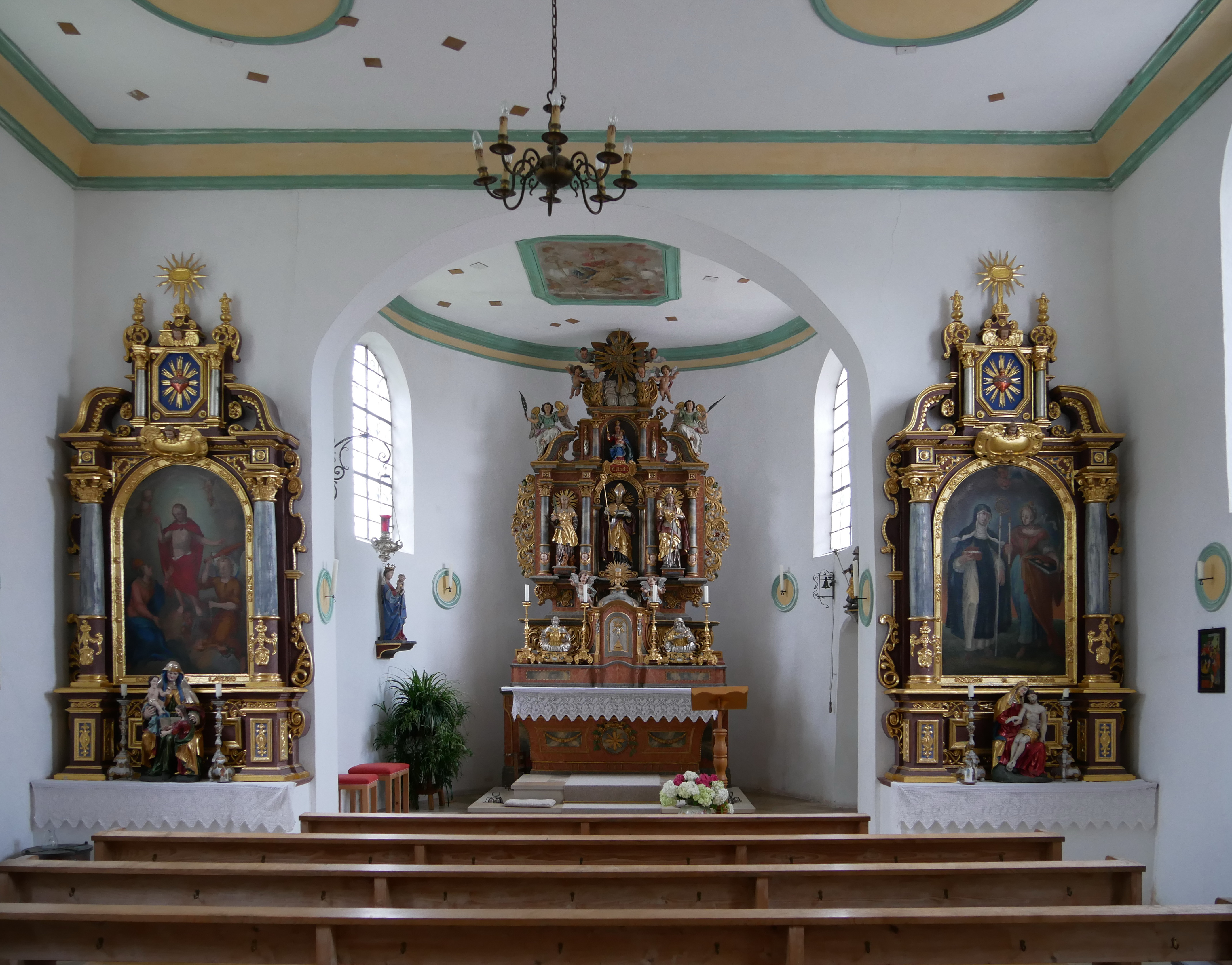
Innenansicht mit Altären

Die römisch-katholische Filialkirche St. Ulrich steht in Holzhausen am Ammersee, einem Gemeindeteil von Utting am Ammersee im oberbayerischen Landkreis Landsberg am Lech. Das Bauwerk ist in der Liste der Baudenkmäler in Utting am Ammersee als Baudenkmal unter der Nr. D-1-81-144-21 eingetragen. Die Pfarrei gehört zum Dekanat Landsberg des Bistums Augsburg.

## Beschreibung
Die im Kern romanische Saalkirche besteht aus dem Langhaus, dem um 1725 angebauten eingezogenen, halbrund geschlossenen Chor im Osten und dem Chorflankenturm mit Welscher Haube an der Südwand des Chors. Im achteckigen Obergeschoss des Turms sind der Glockenstuhl und die Turmuhr untergebracht. 
Der Vater von Johann Sebastian Degler baute 1676 den barocken Hochaltar. In der zentralen Nische des Altarretabels steht eine Statue des heiligen Ulrich von Augsburg, links und rechts daneben, jeweils zwischen zwei Säulen, die Skulpturen der heiligen Afra von Augsburg und der heiligen Barbara von Nikomedien. Der Altarauszug enthält eine sitzende Figur der Himmelskönigin mit dem Jesuskind auf dem Schoß und einem Zepter in der rechten Hand. Die Seitenaltäre entstanden wahrscheinlich in der Zeit 1675. Auf dem linken Altar ist der auferstandene Christus mit Maria und dem hl. Michael dargestellt. Der rechte Altar zeigt die hl. Mechthildis und die hl. Agatha. Auf den Altartischen stehen links eine Anna Selbdritt (Mutter Anna mit ihrer Tochter Maria und dem Jesuskind) und rechts eine Pietà. Diese Figuren entstanden im frühen 18. Jahrhundert. Eine um 1700 entstandene Skulptur des Josef von Nazaret wird Lorenz Luidl zugeschrieben.